# Nargus velox velox
Nargus velox velox é uma subespécie de insetos coleópteros polífagos pertencente à família Leiodidae.
A autoridade científica da subespécie é Spence, tendo sido descrita no ano de 1815.
Trata-se de uma subespécie presente no território português.